# Concurso por Eliminación
Il Concurso por Eliminación fu una competizione calcistica organizzata in Argentina dalla Federación Argentina de Football, di cui furono giocate solo due edizioni nel 1913 e nel 1914.

## Formula del torneo
Al Concurso partecipavano squadre sia del primo  che del secondo livello nazionale; nella prima edizione vi furono 22 club mentre nella seconda 26. Tutte le fasi del torneo erano a eliminazione diretta fino alla finale, che decretava il vincitore.

## Albo d'oro
- 1913 Rosario Central
- 1914 Independiente